# Ahmed Zaki Yamani
Ahmed Zaki Yaman (La Meca, 30 de junio de 1930-Londres, 23 de febrero de 2021) fue un político de Arabia Saudita que se desempeñó como ministro de Petróleo y Recursos Minerales de 1962 a 1986, y ministro de la Organización de Países Exportadores de Petróleo (OPEP) durante 25 años. Con títulos de instituciones como la Facultad de Derecho de la Universidad de Nueva York, la Facultad de Derecho de Harvard y un doctorado de la Universidad de Exeter, Yamani se convirtió en un asesor cercano del gobierno saudí en 1958 y luego fue designado ministro de Petróleo en 1962. Es conocido por su papel durante el embargo de petróleo de 1973, cuando impulsó a la OPEP a cuadriplicar el precio del crudo.
En diciembre de 1975, Yamani y los demás ministros de la OPEP fueron tomados como rehenes por el terrorista Ilich Ramírez (alias Carlos el Chacal) en Viena, Austria. Los rehenes fueron liberados después de dos días viajando en avión por el norte de África, a pesar de que sus superiores ordenaron a Carlos que ejecutara a Yamani y a su homólogo iraní Yamshid Amuzegar. Yamani renunció a su cargo de ministro de petróleo cuando fue destituido por el rey Fahd en octubre de 1986. En 1990, Yamani fundó el Centro de Estudios de Energía Global, un grupo de análisis de mercado, y siguió involucrado en inversiones privadas y fundaciones culturales.

## Trayectoria
Yamani regresó al Ministerio de Finanzas de Arabia Saudita y se unió al nuevo Departamento de Zakat e Impuesto sobre la Renta. El mismo año, Yamani fundó su propio bufete de abogados compartiendo su nombre. En 1959, Yamani fue invitado por el príncipe Faisal, entonces príncipe heredero y primer ministro, para trabajar como asesor legal de su oficina. Sin embargo, cuando el rey Saúd regresó al poder en 1960 con el apoyo de los Príncipes Libres, Faisal renunció como primer ministro y Yamani regresó a su práctica legal y comenzó a enseñar en la Universidad de Riad. Según Yamani, el rey Saud le ofreció el puesto de ministro de petróleo, pero él se negó. Varios meses después se formó un nuevo gabinete con Faisal como príncipe heredero y vice primer ministro y en marzo de 1962 el actual ministro de Petróleo y padre fundador de la OPEP, Abdullah Tariki, fue reemplazado por Yamani.
En 1962 se estableció la Organización General de Petróleo y Minerales (Petromin), diseñada para convertirse en la compañía petrolera nacional. En 1964 se estableció la Universidad de Petróleo y Minerales, con el objetivo de producir saudíes con las habilidades para administrar esta empresa en el futuro. Tras las negociaciones de la OPEP en 1972, el gobierno saudita compró el 25% de la propiedad de Aramco. A partir de 1974, la participación saudita aumentó al 60 por ciento y en 1976 se acordó la propiedad saudita total, con los pagos completados en 1980. Como ministro de Petróleo de Arabia Saudita, Yamani asumió un papel importante en el desarrollo de la recién creada OPEP. Frente a la guerra árabe-israelí de 1967, Yamani habló en contra del uso de un embargo petrolero árabe. El embargo de 1967 fue ineficaz, aunque la experiencia llevó a considerar los posibles beneficios políticos de una organización petrolera exclusivamente árabe. Yamani asumió el papel principal en el desarrollo de esta idea y, en 1968, Arabia Saudita, Kuwait y Libia se unieron a la Organización de Países Árabes Exportadores de Petróleo (OAPEC). Varios otros países se unieron en 1970 y Egipto, Siria e Irak se unieron a principios de la década de 1970.
Durante la guerra de Yom Kipur, Yamani tomó la iniciativa y planeó reducir la producción de petróleo inicialmente en un 10 por ciento junto con otros miembros de la OPEP, seguido de reducciones del 5 por ciento cada mes. El 16 de octubre, los seis miembros de la OPEP del Golfo Pérsico se reunieron en Kuwait y tomaron la decisión de subir los precios del petróleo de 3 dólares estadounidenses a 5,12 dólares estadounidenses Esta fue la primera vez que los países productores establecieron de forma independiente el precio de su petróleo. Al día siguiente, los diez miembros de la OAPEC aceptaron las propuestas de reducción moderada de la producción de Yamani. También se recomendó un embargo a los países considerados "hostiles", pero no se hizo cumplir, aunque el 22 de octubre todos los países de la OAPEC habían impuesto un embargo a los Estados Unidos, los Países Bajos y Dinamarca.  Los recortes de producción, que aumentaron al 25 por ciento en noviembre, afectaron la salud económica de todas las potencias occidentales. Para obtener apoyo político, Yamani viajó por Europa, Estados Unidos y Japón con el ministro de petróleo argelino Belaid Abdesselam. Tanto Yamani como la OPEP se hicieron muy conocidos en Occidente, y Yamani lo describió como "el hombre del momento" en el artículo de portada de Newsweek International del 24 de diciembre de 1973. Los intentos de los Estados Unidos de reunir a un cartel de consumidores fracasaron, y la CEE y Japón pidieron a Israel que se retirara de los territorios árabes ocupados en 1967..
El 22 de diciembre, los miembros de la OPEP en el Golfo Pérsico se reunieron nuevamente en Teherán, donde el Sha, respaldado por los otros estados, instó a que el precio del petróleo se elevara a más de 20 dólares el barril. Yamani se opuso a este aumento extremo, pero no pudo contactar a Arabia Saudita desde Teherán. Temiendo una división en la OPEP, Yamani decidió un compromiso que ponía el petróleo a $ 11,65, cuatro veces el precio del barril antes del 16 de octubre. Tras el progreso de los acuerdos de separación árabe-israelíes, se adoptó la decisión de poner fin al embargo, que se levantó formalmente el 17 de marzo de 1974. Arabia Saudita continuó presionando por reducciones de precios desde el nivel de $ 11.65, con la oposición de otros miembros de la OPEP. Esto llegó a ser visto cada vez más como una postura proestadounidense por los otros productores, aunque defendida por Yamani como una opción más segura para la economía mundial. Arabia Saudita ha sido criticada por utilizar su posición dominante para forzar sus propios intereses y su estrategia de producción a largo plazo, ya que un precio más bajo permite al país mantener una alta participación de mercado y desalienta el desarrollo de fuentes de energía alternativas que reducirían la demanda mundial de aceite. Hasta este punto, Yamani dijo en 1973: "La Edad de Piedra no terminó porque nos quedáramos sin piedras".